# Profilaxis post-exposición para el VIH
La profilaxis post-exposición para el VIH (PEP) es un esquema preventivo para evitar la transmisión del VIH luego de una posible exposición al virus. Debe iniciarse lo antes posible luego de la situación de riesgo, ya que su eficacia disminuye drásticamente  si se comienza más de 72 horas después de la exposición al virus. Consiste en la toma de antirretrovirales por un período de 28 días.

## Tipos de exposición
- Exposición ocupacional: es el acto de exposición de una persona trabajadora de la salud al contacto con fluidos potencialmente infectados con VIH o a través de una lesión.
- Exposición no ocupacional: es el acto de exposición de una persona al contacto con el VIH fuera de situaciones ocupacionales. Incluye por ejemplo las relaciones sexuales sin protección con una persona con VIH, compartir agujas u otros equipos para el consumo de drogas, u otro tipo de contactos con los fluidos que transmiten el VIH.[2]

## Mecanismo
Es un régimen de medicación mediante fármacos antirretrovirales que debe emplearse en las primeras horas y funciona si se inicia durante las siguientes 72 horas a la exposición, aunque es menos eficaz con cada hora que pasa. Este tratamiento previene la seroconversión de la persona y evita por lo tanto contraer VIH-SIDA.
Existen guías de administración de PEP para grupos específicos, el tratamiento debe ser indicado por una persona profesional de la salud de acuerdo a las características de la exposición y de la persona.